# Учебный центр Оперативно-спасательной службы гражданской защиты ГСЧС Украины
Учебный центр Оперативно-спасательной службы гражданской защиты ГСЧС Украины - специальное учебное и аварийно-спасательное подразделение центрального подчинения в составе Оперативно-спасательной службы гражданской защиты Государственной службы Украины по чрезвычайным ситуациям, созданное в 2005 г. на базе 238 отдельной Харьковской Краснознаменной учебной бригады Войск Гражданской обороны Украины и предназначен для профессионально-технического и специального обучения личного состава и работников сил гражданской защиты ГСЧС Украины и аварийно-спасательных служб; выполнение мероприятий по защите населения и территорий в случае возникновения чрезвычайных ситуаций техногенного, природного и военного характера, предупреждения и реагирования на их возникновение; участия в мероприятиях территориальной обороны и антитеррористической деятельности, а также участия в международных спасательных и других гуманитарных операциях.

## История подразделения

### В советский период
В 1940 г. по приказу Народного комиссара обороны СССР в г. Львове началось формирование 49-го отдельного инженерно-противохимического батальона. Накануне Великой Отечественной войны батальон был передислоцирован к окраинам города Харьков. Личный состав принимал участие в спасении людей, в защите жилых домов, промышленных объектов во время налетов вражеской авиации, проводил работы по минированию промышленных объектов.
В июле 1943 года на базе батальона началось формирование 7-го инженерно-противохимического полка. 24 сентября полку вручено Боевое Знамя части.
После освобождения Харькова от немецко-фашистских захватчиков, начиная с октября 1943 военнослужащими полка был выполнен огромный объём работ по восстановлению инфраструктуры города. Было разминировано более 50 промышленных предприятий, уничтожено более 323 тысяч взрывоопасных предметов, в частности 7300 артснарядов, около семи тысяч противопехотных и противотанковых мин, отстроено и отремонтировано большое количество объектов энергетики, промышленности, транспорта.
Указом Президиума Верховного Совета СССР от 2 ноября 1944 года за образцовое выполнение заданий правительства и проявленные при этом доблесть и высокий профессионализм 7-й инженерно-противохимический полк был награждён Орденом Красного Знамени.
17 февраля 1965 года полк переименован в 434-й отдельный Краснознаменный полк Гражданской обороны СССР (в/ч 42209). С мая 1973 года на часть возлагались задачи по подготовке младших командиров и специалистов для частей Гражданской обороны СССР.
1 июля 1991 года было присвоено новое наименование - 238 отдельная Краснознаменная учебная бригада Гражданской обороны.
В послевоенные годы военнослужащие и техника полка неоднократно привлекались к ликвидации масштабных чрезвычайных ситуаций и пожаров на территории бывшего СССР, а также ликвидации последствий Чернобыльской катастрофы. Более 70 военнослужащих части выполняли интернациональный долг в Демократической республике Афганистан.

### В независимой Украине
После провозглашения независимости Украины Верховный Совет УССР принял решение о переводе под свою юрисдикцию всех военных формирований Вооружённых сил СССР на территории Украинской ССР.
В январе 1992 г. личный состав бригады принял присягу и бригада вошла в состав Вооруженных Сил Украины.
28 января 1992 года бригада была передана в подчинение Штаба гражданской обороны Украины.
С 28 октября 1996 года 238-я отдельная Краснознаменная учебная бригада Гражданской обороны вошла в состав сил Министерства Украины по вопросам чрезвычайных ситуаций и по делам защиты населения от последствий Чернобыльской катастрофы и получила условное наименование "Воинская часть Д0050".
8 сентября 1999 года Указом Президента Украины учебной бригаде было присвоено почетное наименование "Харьковская".
В 2002 году было принято решение о переформировании бригады в региональный спасательный отряд ОСС ГЗ МЧС Украины .
25 августа 2004 года 238-я отдельная Харьковская учебная бригада Гражданской обороны была реформирована и переименована во 2-й Региональный спасательный отряд.
Учебный центр создан приказами МЧС Украины от 25.10.2005 № 279 "Об определении оптимальных направлений реформирования сил МЧС Украины и осуществления организационно-штатных мероприятий", от 08.11.2005 №320 "Об осуществлении организационно-штатных мероприятий в организационных структурах, подчиненных МЧС Украины "и других законодательных актов Украины, нормативно-правовых документов МЧС Украины и Министерства образования и науки Украины.
Подразделение неоднократно привлекалось к ликвидации последствий чрезвычайных ситуаций техногенного и природного характера, в частности ликвидации последствий наводнения на Закарпатье в 1998 г., осуществление работ по разминированию территории, пострадавшей от серии пожаров и взрывов на военных арсеналах в г. Артемовске Донецкой обл. (2003 г.), в с. Новобогдановка Запорожской обл. в мае 2004 года и на 61-м арсенале в Лозовой в 2008 году.

## Современное состояние
По состоянию на 2015 год Учебный центр Оперативно-спасательной службы гражданской защиты представляет собой мощный и полноценный учебный и спасательный комплекс, находится на территории имущественного комплекса военного городка бывшей 238-й отдельной Краснознаменной учебной бригады ГО общей площадью 94 га, окруженной сосновыми лесами Харьковщины, между поселком Ватутино и городом Мерефа. Возможности Центра обеспечивают надлежащие условия для проживания, обучения, питания, организации досуга, спортивных мероприятий и медицинского обеспечения слушателей; размещения и хранения учебной и боевой техники и материально-технических средств; обеспечение постоянной готовности к реагированию на чрезвычайные ситуации дежурных аварийно-спасательных подразделений Центра.

### Общая структура Центра
Организационно Центр состоит  из управления, учебных подразделений (циклов и курсов); боевых подразделений (оперативного реагирования), привлекаемых к проведению аварийно-спасательных и других неотложных работ; подразделений тыла (обеспечения).
УПРАВЛЕНИЕ
- Руководство;
- Отдел планирования и контроля;
- Отделение дежурной службы;
- Отдел персонала;
- Канцелярия;
- Группа специальной связи и режима секретности;
- Отдел экономики и финансов;
- Отдел материально-технического обеспечения.

ПОДРАЗДЕЛЕНИЯ ОПЕРАТИВНОГО РЕАГИРОВАНИЯ
- Группа спасательных работ
  - 4 спасательных отделений
  - отделение поисково-спасательных работ
  - отделение радиационной, химической и биологической защиты
  - отделение обеспечения спасательных работ
- Группа пиротехнических работ
  - 3 пиротехнических отделений
- Группа горноспасательных (аварийно-спасательных) работ (место дислокации г. Харьков)
  - 4 отделения горноспасательных (аварийно-спасательных) работ
  - химико-радиологическая лаборатория

УЧЕБНЫЕ ПОДРАЗДЕЛЕНИЯ (см. "Учебный процесс")
- 6 учебных циклов
- 2 учебных курса

ПОДРАЗДЕЛЕНИЯ ОБЕСПЕЧЕНИЯ
- Часть обеспечения и обслуживания
  - Группа обеспечения
    - отделение учебной инженерной техники
    - отделение учебной специальной техники
    - автомобильное отделение
    - ремонтное отделение
    - столовая

  - Эксплуатационно-хозяйственная группа
  - Команда военизированной охраны
  - Узел телекоммуникационных систем и информационных технологий
    - отделение информационных технологий
    - отделение подвижных средств телекоммуникаций

  - Учебно-тренировочный полигон
- Пункт охраны здоровья
- Парк боевой и учебной техники (возможно размещение 160 ед. колесной и 32 ед. тяжелой гусеничной техники)
- Склады (текущего хранения; вооружения; длительного хранения)

|  |  |  |

### Учебный процесс
Образовательная деятельность в Учебном центре Оперативно-спасательной службы гражданской защиты осуществляется по направлениям:
- Подготовка, переподготовка и повышение квалификации квалифицированных рабочих в сфере гражданской защиты ГСЧС Украины;
- Подготовка специалистов по потребностям государства, юридических и физических лиц;
- Подготовка, переподготовка и повышение квалификации специалистов, занятых в различных сферах общественной жизни на предприятиях, учреждениях и организациях различных форм собственности.

Учебный процесс осуществляется на шести учебных циклах подготовки специалистов:
- Цикл подготовки специалистов спасательных подразделений
(Спасатель, верхолаз, матрос-спасатель, спасатель-моторист)
- Цикл подготовки специалистов пиротехнических подразделений
(Сапер (разминирование))
- Цикл подготовки специалистов инженерных подразделений и связи
(Машинист дорожно-транспортных машин, машинист экскаватора, машинист крана автомобильного, машинист землеройно-фрезерной самоходной машины, радиотелефонист, машинист электростанции передвижной
- Цикл подготовки специалистов подразделений радиационной и химической защиты
(Дозметрист, Дезактиваторщик, дезинфектор)
- Цикл подготовки специалистов пожарно-спасательных подразделений
(Командир отделения оперативно-спасательной службы гражданской защиты, пожарный-спасатель, машинист насосных установок пожарно-спасательного транспортного средства, машинист автоподъемника (автолестницы) пожарной передвижной)
- Цикл общей подготовки

Для обеспечения образовательных и материально-бытовых потребностей учебных циклов на территории Центра функционируют:
- Отдельный учебный корпус
- Учебно-тренировочный полигон
  - Учебная площадка подготовки подразделений РХБЗ
  - Учебная площадка подготовки пиротехнических подразделений
  - Учебная площадка подготовки пожарно-спасательных подразделений
  - Учебная площадка подготовки спасательных подразделений
  - Учебная площадка подготовки подъемно-крановых подразделений
  - Учебная подрывная площадка
  - Водоем
- Учебный инженерный машинодром
- Стрельбище
- База газодымозащитной службы
- Стадион
- Крытый спортивный комплекс
- Клуб
- Общежитие на 400 мест на базе отдельного казарменного помещения
- Столовая на 400 мест
- Лазарет на 50 коек
- Баня

## Техника на вооружении Центра
На вооружении подразделений Центра находится техника оперативного реагирования - аварийно-спасательная, инженерная, РХБЗ, пиротехническая, пожарная, а также техника обеспечения - связи, жизнеобеспечения, автомобильная, ремонтная.

### Аварийно-спасательная техника
- Специальные аварийно-спасательные машины САРМ-10 (ЗИЛ-131)
- Специализированные прицепы - мотопомпа МП-1600, компрессорная станция PKD-12 "Skoda", агрегат электродуговой сварки АДД-4001

### Инженерная техника
- Кран автомобильный КС-4561АМ (КрАЗ-250) со сваебойной установкой
- Кран на специальном шасси XCMG XZJ5480JQZ75K
- Экскаваторы одноковшевые войсковые ЭОВ-4421 (КрАЗ-255Б)
- Самосвалы КамАЗ-5511
- Путепрокладчики гусеничные БАТ-2
- Инженерные машины разграждения ИМР-2
- Плавающие транспортёры средние ПТС-М
- Тягачи тяжёлые артиллерийские АТ-Т, МТ-Т
- Машины для рытья котлованов МДК-2
- Траншейная машина ТМК-2
- Бульдозер гусеничный Б-10М
- Бульдозер колёсный БКТ-2РК
- Электростанции прицепные силовые DJ-40PD, ЭСД-50ВС, ЭСД-100ВС

|  |  |  |

### Техника радиационной, химической и биологической защиты
- Машина радиационной и химической разведки УАЗ-469РХ (УАЗ-469)
- Машина радиационной,химической, биологической разведки и лабораторного контроля на базе Ford Transit
- Машины радиационной и химической разведки БРДМ-2РХБ
- Авторозливочные станции АРС-14 (ЗиЛ-131)
- Дезинфекционно-душевые установки ДДА-66 (ГАЗ-66)
- Передвижная ремонтно-химическая мастерская ПРХМ-1М (ГАЗ-66)
- Автомобильная химико-радиологическая лаборатория АЛ-4 (ЗиЛ-157)

|  |  |  |

### Техника разминирования (пиротехническая)
- Оперативно-пиротехнические машины ОПМ на базе УАЗ-469, УАЗ-3151, Mitsubishi L200-V
- Пиротехнические машины тяжёлого типа на базе КамАЗ-4310
- Пиротехнические машины лёгкого типа на базе ГАЗ-66, Iveco Daily

### Пожарная техника
- Автомобили пожарные первой помощи АППД-2(3310)-274
- Автоцистерна АЦ-40(131)-137А
- Пожарная насосная станция ПНС-110(131)-131А
- Автолестница АЛ-30(131)-ПМ506В

### Техника обеспечения
- Унифицированный моторный подогреватель УМП-350 (ЗиЛ-131)
- Техника обеспечения питьевой водой УДВ-15, МАФС-3 (ЗиЛ-131), АЦПТ-1,7 (ГАЗ-66)
- Командно-штабные машины и передвижные радиостанции Р-142Н, Р-142Г, Р-415, Р-140-0,5 (ГАЗ-66)
- Тяжёлые танковые тягачи МАЗ-537 с полуприцепами-тяжеловозами ЧЗМАП-9990, МАЗ-5247
- Автомобили санитарные на шасси ГАЗ-2705, ГАЗ-66, Toyota Land Cruiser 78
- Техника транспортной группы эксплуатации